# Thiensville, Wisconsin
Thiensville là một làng thuộc quận Ozaukee, tiểu bang Wisconsin, Hoa Kỳ. Năm 2006, dân số của làng này là 3254 người.